# 1-Billion-Mark-Stück (Provinz Westfalen)
Das 1-Billion-Mark-Stück der Provinz Westfalen von 1923 ist eine staatliche Notmünze der Landesbank der preußischen Provinz Westfalen aus der Inflationszeit. Der Nennwert von einer Billion Mark ist der höchste, den bisher eine deutsche Münze hatte.

## Münzbeschreibung

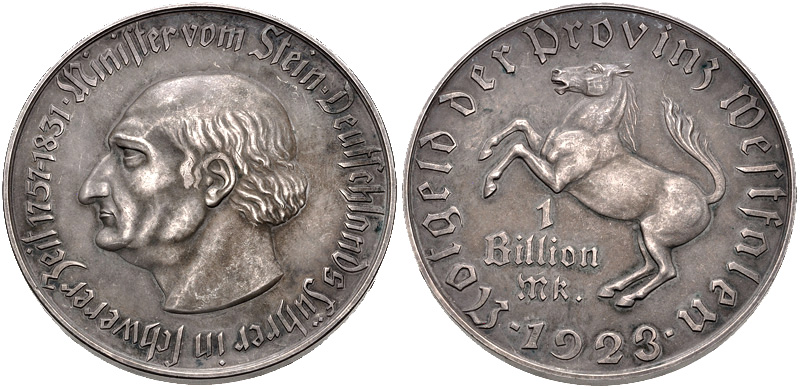
Notgeld der Provinz Westfalen, 1 Billion Mark von 1923, Neusilber versilbert (Durchmesser 60 mm, Jaeger-Nr. 28)

Das 1-Billion-Mark-Stück ist die letzte Ausgabe der staatlichen Notmünzen der Provinz Westfalen, die in den Jahren 1921, 1922 und 1923 in Aluminium, Tombak, Bronze, Kupfer und Neusilber in den Nominalen 50 Pfennig (1921) bis 1 Billion Mark (1923) geprägt wurden und auf den Wertseiten das springende Westfalenross, auf den Bildseiten meistens das Kopfbild des Freiherrn vom Stein oder bei wenigen Ausgaben der Notmünzen das Brustbild von Annette v. Droste-Hülshoff zeigen.
Auf der Bildseite der größten staatlichen deutschen Notgeldmünze, des 1-Billion-Mark-Stücks, ist das Kopfbild von Karl Freiherr vom und zum Stein, dem Initiator der preußischen Reformen, zu sehen. Die Wertseite zeigt das springende Westfalenross. Darunter befinden sich das Prägejahr 1923 sowie die Wertangabe „1/Billion/Mk.“ Die Umschrift lautet: „Minister vom Stein ∙ Deutschlands Führer in schwerer Zeit 1757–1831 ∙ // Notgeld der Provinz Westfalen“.
Das 1-Billion-Mark-Stück aus der Zeit der Weimarer Republik wurde in Neusilber, einer Kupfer-Nickel-Zink-Legierung, versilbert, in einer Auflage von 11.113 Stück ohne Münzzeichen mit glattem Rand geprägt. 500 Exemplare wurden vergoldet ausgegeben. Der außergewöhnlich große Durchmesser beträgt 60 Millimeter, das Gewicht ca. 83 Gramm. Die sehr seltenen Stücke in Bronze sind Probeabschläge.

## Entwurf der Prägung
Der Entwurf stammt vom Medailleur und Bildhauer Rudolf Bosselt, dem Direktor der Kunstgewerbeschule Magdeburg. Ein Nachweis dafür befindet sich auf der sogenannten Zwittermedaille, die ebenfalls zu den Notprägungen der Provinz Westfalen gehört und im Gegensatz zu dem 1-Billion-Mark-Stück (und den anderen Notmünzen) signiert ist. Sie hat zwei Bildseiten. Auf einer befindet sich das Kopfbild des Freiherrn vom Stein und auf der anderen das Brustbild der Dichterin Droste-Hülshoff. Die beiden Seiten sind mit den Bildseiten der Notmünzen mit Wertangabe identisch. Die Medaille ist mit R. Bosselt auf der Seite mit dem Kopfbild vom Stein und mit A. Rüller auf der anderen Seite mit dem Brustbild von Droste-Hülshoff signiert. Die Künstlersignaturen auf der Zwittermedaille sind ein Nachweis für den Entwurf der Bildseiten der Notmünzen, also auch für das unsignierte 1-Billion-Mark-Stück.

## Geschichtliche Zusammenhänge
Die finanziellen Kriegsfolgen waren die von den Siegern des Ersten Weltkrieges auferlegten Reparationen und die von der Kriegsfinanzierung durch Anleihen verursachte Entwertung des Geldes. Die Kriegsfolgelasten führten zur Überlastung des Etats, der in die Beschleunigung der Inflation auswich, um so den Staatsbankrott zu vermeiden.
Am 11. Januar 1923 kam es zur Besetzung des Ruhrgebiets durch französische und belgische Truppen. Das war auch der Beginn des Ruhrkampfes, des passiven Widerstands, der durch den Reichskanzler Wilhelm Cuno verkündet wurde. Ein Beitrag zur Unterstützung des Widerstands wurde durch den Reinertrag der 1923 geprägten staatlichen Notmünzen der Provinz Westfalen realisiert. Die Regierung unter Gustav Stresemann musste den Ruhrkampf abbrechen und die Währung stabilisieren.
Am 16. Oktober 1923 wurde der Beschluss über die Errichtung der Deutschen Rentenbank zur Beseitigung der Inflation verkündet. Im gleichen Jahr, am 15. November, wurde eine neue Währungsordnung eingeführt. Damit war die Inflation beendet. Die Rentenbank wurde mit 2,3 Milliarden Rentenmark gegründet. Die Deckung beruhte auf Schulden der Landwirtschaft und Industrie am Reich. Der Wechselkurs war:
- 1 Rentenmark = 1 Billion Papiermark

Der Dawes-Plan zur Regelung des Reparationsproblems vom 9. April 1924 legte die finanziellen Grundlagen für die Reparationen fest. Am 11. Oktober 1924 wurde die Rentenmark durch die Reichsmark ergänzt.
Die Ausgabe des 1-Billion-Mark-Stücks der Provinz Westfalen verlief nicht so wie geplant. Als die Münze 1923 ausgegeben werden sollte, war sie durch die Hyperinflation bereits entwertet. Die geprägten Stücke gelangten erst Anfang 1924 nach Ende der Inflation und Stabilisierung der Mark zur Ausgabe. Die ungültig gewordene Münze wurde nun zur Erinnerung an die schwere Zeit der Inflation an Sammler bzw. Interessenten verkauft.

## Nachbildung
Von diesem heute seltenen 1-Billion-Mark-Stück gibt es aus Neusilber und Silber bestehende vergoldete offizielle Nachprägungen oder besser Nachbildungen der Hamburger Münze, die auf der Bildseite mit einer kleinen Punzierung mit der Jahreszahl der Herstellung z. B. 2001 oder 2015 am Hals des Kopfbildes gekennzeichnet sind. Dadurch kann die mit dem Münzbild der Vorlage identische Prägung vom wesentlich teureren Original unterschieden werden. Es sind jedoch auch nicht gekennzeichnete Nachprägungen (Fälschungen) bekannt, die u. a. an der geringeren Qualität erkennbar sind.

## Anmerkung
Nur die Nominale von 1921 zu 50 Pfennig bis 10 Mark sind als Notgeld verwendet worden. Sie verloren am 1. Februar 1922 ihre Gültigkeit. Die anderen Notmünzen, also auch das 1-Billion-Mark-Stück, haben „Medaillencharakter“. Sie sind nie echte Zahlungsmittel gewesen. Der Reinertrag der Gepräge sollte für soziale Zwecke verwendet werden. Das vergoldete 1-Billion-Mark-Stück und andere vergoldete Notmünzen der Provinz wurden auch als „Ruhrdukaten“ bezeichnet.